# GLM

Quadro Nuevo's Absatzerfolg von „Tango Bitter Sweet“ wurde mit Doppelplatin gewürdigt

GLM ist ein unabhängiges Tonträgerunternehmen mit einem angegliederten Musikverlag. Der Schwerpunkt liegt auf den Musikrichtungen Jazz, Weltmusik und Pop.

## Geschichte
GLM Music wurde als Tonträgerunternehmen 1988 von Georg Löffler und Michèle Claveau gegründet. Es wurde bis 2018 in München betrieben. Auf dem Hauptlabel GLM Music wurden mittlerweile mehr als 100 Produktionen veröffentlicht. Unter den Produktionen finden sich Künstler wie Cornelius Claudio Kreusch, Martin Scales, Patrick Scales, Johannes Enders, Lisa Wahlandt, Evelyn Huber, Chris Gall, Mulo Francel, Robert Wolf, Rupert Stamm, Helena Luce, Norbert Emminger, Corinne Chatel, Esther Kaiser, Hannah Köpf, Robert Keßler und Jürgen Hahn. Die Gruppen Quadro Nuevo, Café del Mundo, Lottchen (Eva Buchmann/Sonja Huber), beNUTS sowie Jamaram sind ebenfalls bei GLM unter Vertrag.

### Die Ausrichtung der weiteren Labels
Neben GLM Music existieren die vier Sublabels Fine Music, Edition Collage, Impulso und Dinnermusic. Fine Music produziert laut Aussage des Unternehmens „anspruchsvolle Musik mit leichten Melodien und beschwingten Rhythmen“, Edition Collage ist zuständig für Jazz, Impulso bewegt sich in den Bereichen Reggae, Funk, Ska, Downbeat und Dinnermusic veröffentlicht Easy Listening.

## Der Musikverlag
Der ebenfalls 1988 gegründete GLM Musikverlag kümmert sich um die kommerzielle Vermarktung sowie die Administration der Verlagstitel (Abwicklung mit den Verwertungsgesellschaften, Lizenzierung als Filmmusik usw.). Darüber hinaus zählen die Beratung von Musikschaffenden sowie der Kontakt zur Medienwelt zu den Aufgabenschwerpunkten. Außerdem kümmert sich der GLM Musikverlag neben der eigenen Verlagstätigkeit auch um die Belange angeschlossener Editionen und einiger ausländischer Verlage, die durch GLM in Deutschland, Österreich und der Schweiz vertreten werden. Hierzu zählt unter anderem RDC Records aus Frankreich.